# Socha svatého Jiljí (Miskolezy)
Socha svatého Jiljí stojí u silnice na Sebuč v obci Chvalkovice v okrese Náchod. Socha, chráněná jako kulturní památka, byla zapsána do seznamu památek před rokem 1988. Národní památkový ústav tuto sochu uvádí v katalogu památek pod rejstříkovým číslem ÚSKP 33469/6-1621. Autorem sochy je spolupracovník Matyáše Bernarda Brauna C. Devotti.

## Popis
Socha sv. Jiljí z roku 1782 (podle datace na soklu) je kvalitním příkladem doznívání tradic vrcholného baroka v mladší regionální produkci z druhé poloviny století. Na v zemi zapuštěném základovém soklu je masivní třídílný sokl s volutovým zdobením po bočních stranách a znaky s korunkou ve střední části. Socha je provedena v mírně nadživotní velikosti. V levé ruce drží světec biskupskou berlu. Socha je provedena z hrubozrnného, pravděpodobně boháneckého pískovce. 